# Borsiné Arató Éva
Borsiné Arató Éva (Debrecen, 1951. november 11. –) Pro Silentio díjas és Békésy György-díjas akusztikus szakértő, Magyarország elismert épület- és terem akusztikusa, a Budapesti Műszaki és Gazdaságtudományi Egyetem tiszteleti tanára.

## Életpályája
A Budapesti Műszaki Egyetem Villamosmérnöki karának híradástechnika szakán szerzett diplomát 1975-ben. Közben felvételt nyert a kutató-fejlesztő irányú szakmérnök képzésére is, melynek nappali tagozatán 1976-ban kapott szakmérnöki oklevelet.
Az egyetem befejezése után az Építésügyi Minőségellenőrző Intézet akusztikai osztályán kezdett dolgozni, ahol épületszerkezetek akusztikai vizsgálatával foglalkozott. 1978-ban kerül a Magyar Rádióba, ahol akusztikusként dolgozott. Fő munkaterületei akusztikai igényű rádiós helyiségek akusztikai tervezése és mérése, a stúdiókban előforduló napi akusztikai problémák megoldása voltak, illetve foglalkozott a többcsatornás sztereó technika alkalmazási lehetőségeivel. Tevékenységéhez kapcsolódóan kapta meg Rádiózás Műszaki Fejlődéséért Alapítvány Lázár Dezső rádiós műszaki díját.[forrás?] 1993–2001 között az Európai Műsorsugárzók Uniójának egyik albizottságában dolgozott.
1976 óta tagja az Optikai, Akusztikai, Film- és Színháztechnikai Tudományos Egyesület (OPAKFI) szakmai szervezetnek, melyen belül két szakosztály munkájában is részt vett. Évekig volt a Zaj- és Rezgéscsökkentési szakosztály vezetőségi tagja, illetve 1995–1999 között az Akusztikai szakosztály titkára, 1999–2006 között és 2011 óta jelenleg is elnöke. Az egyesület két díját is elnyerte.
Tagja volt az 1997-ben Budapesten megrendezett InterNoise '97 konferencia szervező bizottságának. 2005-ben a Magyarországon megszervezett Európai Akusztikai Szövetség (European Acoustics Association, EAA) nemzetközi, Forum Acusticum című kongresszus szervező bizottságának pedig társelnöke volt.
Tagja a Hangmérnökök Társasága (Audio Engineering Society, AES) magyar tagozatának. A 2001-ben Magyarországon megrendezett 20. AES konferencia társelnöke volt, mely munka elismeréséért oklevelet kapott.
Több előadást tartott nemzetközi és hazai konferenciákon.
A Műszaki Egyetem Híradástechnikai Tanszékén külső munkatársként a „stúdióakusztika és a hangfelvétel művészete” tárgy oktatásában vett részt. Az egyetem tiszteleti tanára. Külső konzulensként rendszeresen foglalkozik a Műszaki Egyetem híradástechnikai szakán tanuló hallgatókkal.
2005-2008 között kutatóként részt vett egy nagyszabású kutatási programban, a Fraunhofer Intézet által vezetett orgonák, orgonasípok fejlesztésére irányuló munkálatokban.
A Művészetek Palotája beruházásánál magyar akusztikus tervezőként, a Budavári Nagyboldogasszony Plébánia (Mátyás-templom) renoválási munkálataiban teremakusztikai szakértőként, a Zeneakadémia felújításában vezető teremakusztikai szakértőként vett részt. Mindhárom munkáért dicsérő oklevélben részesítették.
A pécsi Kodály Központ engedélyezési és tendertervezési munkálataiban vezető akusztikus tervezőként tevékenykedett.
Nevéhez fűződik – többek közt – a magyar és nemzetközi filmgyártás magyarországi fellegvárainak, az etyeki Korda Filmstúdiónak és az Origo (ma: Raleigh) Filmstúdiónak komplett akusztikai tervezése. Az ő keze nyomán kapott Magyarországon először kisméretű keverőhelyiség Dolby minősítést.[forrás?] A Colorfront film utómunka stúdió dolby hangkeverő moziterme 2007-ben elnyerte a Saint-Gobain Trófea első díját.
1995-ben megalapította saját vállalkozását, azóta az Arató Akusztikai Kft. ügyvezetője.
2015-ben a Magyar Mérnöki Kamara november 6-án megalakuló akusztikai tagozatának elnökévé választották.
2002. június 3-tól rendelkezik a Budapesti és Pest Megyei Mérnöki Kamara szakértői engedélyével akusztika témakörben.

## Díjai
- 1998 – Pro Silencio díj (OPAKFI)[1]
- 2001 – Békésy György-díj (OPAKFI)[2]
- 2002 – Audio Engineering Society(wd) elismerő oklevél[3]
- 2002 – Lázár Dezső rádiós műszaki díj - a rádiózás műszaki fejlődéséért
- 2005 – „Művészetek Palotája dicsérő oklevele”
- 2013 – „Zeneakadémia dicsérő oklevele”
- 2013 – „Budavári Nagyboldogasszony dicsérő oklevele”
- 2016 – Magyar Arany Érdemkereszt polgári tagozat kitüntetés[19]

### Pályázatok
Amik akusztikai tervező és/vagy kivitelezője:
- MTV - új székház (2000) I. díj[20][21]
- Pesti Színház - rekonstrukció (2000) I. díj
- Pécsi Tudományegyetem - Művészeti Campus létrehozása (2005) II. díj[22]
- József Attila Színház - rekonstrukció (2005) II. díj
- Pécsi Konferencia- és Koncertközpont - "EKF 2010" (2007) III. díj[23]
- Saint-Gobain Trófea - Colorfront film utómunka stúdió (2007) I. díj[16][17]
- Szombathelyi Agora - Weöres Sándor Színház új épülete (2008) I. díj[24]

## Könyv
- Angster Judit, Arató Éva: Akusztikai példatár (1986, Akadémia Kiadó)[25]

## Publikációk
- (angolul)
- Trends in Studio Acoustics (társszerző, Journal on Communications, Vol. XLVII, 7-10. oldal 1996)[26]
- The permissible noise levels in studios and control rooms ('Inter-Noise, Noise-Con Congress' kiadvány-gyűjtemény, InterNoise'96 (Institute of Noise Control Engineering), Liverpool, 2485-2488 oldal; 1996. augusztus 2.)[27]
- New Reference Listening Room for Two-Channel and Multichannel Stereophonic (társszerző, 104th Convention of AES, pp. 4732 (P8-5) 1998, Amsterdam)[26]
- Augusztinovicz Fülöp, Borsiné Arató Éva, Fürjes Andor Tamás: Validation of Geometrical Room Acoustics Algorithms by Comparing Predicted and Measured Room Responses (Katholieke Universiteit Leuven, Belgium Leuven, Proceedings of ISMA; 1999)[28]
- Augusztinovicz Fülöp, Borsiné Arató Éva, Fürjes Andor Tamás, Póth Tamás: Evaluation and modelling of small rooms (Forum Acusticum 99: 1st Joint Meeting of the German Acoustical Society and Acoustical Society of America, Németország Berlin, 1999.)[29]
- Augusztinovicz Fülöp, Borsiné Arató Éva, Fürjes Andor Tamás: Evaluation and Design of Small Rooms (Building Acoustics 277-296. oldal, 2000. ISSN 1351-010X)[30]
- Prediction of the audible effects in a broadcasting studio caused by a newly planned metro line, Part2. Transferring the measured and validated results from the existing situation to the planned one (társszerző, Proceedings of the Inter Noise 2000, 240. oldal, Nizza, 2000.)[26]
- Fórián Szabó Péter, Borsiné Arató Éva, Augusztinovicz Fülöp: Prediction of the audible effects in a broadcasting studio, caused by a newly planned metro line - Part I: Estimation of design vibration spectra on the studio walls and floors ('Inter-Noise, Noise-Con Congress' kiadvány-gyűjtemény, InterNoise00, Nice, 452-458. oldal; 2000. augusztus 27.)[31]
- Borsiné Arató Éva, Fórián Szabó Péter, Kvojka Ferenc, Augusztinovicz Fülöp: Prediction of the audible effects in a broadcasting studio, caused by a newly planned metro line - Part III: Verification of the prediction method, comparisons of measurements and calculations ('Inter-Noise, Noise-Con Congress' kiadvány-gyűjtemény, InterNoise00, Nice, 446-451. oldal; 2000. augusztus 27.)[32]
- Fürjes Andor Tamás, Augusztinovicz Fülöp, Borsiné Arató Éva: A New Method For The Objective Qualification of Rooms (Acta Acustica united with Acustica 86. évfolyam 6. szám, 911-918. oldal, 2000. november-december)[33]

- (magyarul)
- Rekonstrukciós akusztikai tervezés a Zeneakadémián (Magyar építéstechnika 41. évfolyam 2. szám (30-31. old.), 2003.)[34]
- A Művészetek Palotája (Élet és tudomány LX. évfolyam 10. szám (304-307. oldal), 2005.)
- A Budapesti Művészetek Palotája akusztikai tervezése (Akusztikai szemle VII. évfolyam 1. szám, 2006.)[26]
- Építészeti akusztikai tervezés (Octogon architecture&design magazin 2006/1. szám (66-67. oldal), 2006.)
- Kisméretű stúdiók akusztikai tervezése (Napi Gazdaság melléklet - Stúdiótechnika (18. oldal), 2007.)[35]
- Augusztinovicz Fülöp, Borsiné Arató Éva, Fürjes Andor Tamás: "Mission impossible" Akusztikai tervezés - A Zeneakadémia felújítása (Színpad X. évfolyam 1. szám (14-20. oldal), 2014.)[36]